# Metropolitano de Bangalor
Namma Metro ("Nosso Metrô" em Kannada ), também conhecido como Metrô de Bangalore ou Metrô de Bengaluru, é um metropolitano que atende a cidade de Bangalor, na Índia. Após sua inauguração, tornou-se o primeiro sistema de metrô do sul da Índia.
A Bengaluru Metro Rail Corporation Limited (BMRCL), uma joint venture do Governo da Índia e do Governo do Estado de Karnataka, é a agência para a construção, operação e expansão da rede de metrô. Os serviços operam diariamente entre 05:00 e 23:00, com intervalo variando entre 4 e 20 minutos. A energia é fornecida por corrente contínua de 750 volts através do terceiro trilho. Em janeiro de 2020, o sistema de metrô tinha uma viagem média diária de cerca de 518.000 passageiros.

## História
Foi criada a Bangalore Mass Rapid Transit Ltd (BMRTL) em 1994, com termos de referência para buscar uma parceria público/privada para o projeto. A BMRTL encomendou um estudo de viabilidade que resultou em uma rede elevada de 96 km com base em LRT em 6 rotas. Um consórcio privado liderado pelo United Breweries Group empreendeu o desenvolvimento do projeto com base no BOT. No entanto, o projeto não havia decolado.
Em 2003, o governo de Karnataka solicitou suporte a Delhi Metro Rail Corporation (DMRC), que havia desenvolvido com sucesso o Metrô de Delhi, para realizar um estudo de preparação detalhado para um metrô em Bangalore, a ser feito emulando os aspectos técnicos e financeiros da abordagem usado em Delhi. A taxa de retorno econômica foi projetada em 22,3%. A previsão financeira pressupõe um subsídio do governo para o pagamento de juros e alguma depreciação, ou seja, a receita da tarifa cobrirá um pouco mais do que os custos operacionais diretos. O Governo aceitou esta opção. A BMRTL deixou de existir e foi substituída pela Bangalore Metro Rail Corporation Ltd (BMRCL).

## Rede
| Data de abertura   | 20 de outubro de 2011    | 20 de outubro de 2011    | 1 de março de 2014       | 1 de março de 2014       |        |
| Última extensão    | 29 de agosto de 2021     | 29 de agosto de 2021     | 15 de janeiro de 2021    | 15 de janeiro de 2021    |        |
| Estações           | 23                       | 23                       | 29                       | 29                       | 52 [b] |
| Comprimento (km)   | 25,72                    | 25,72                    | 30,37                    | 30,37                    | 56,1   |
| Terminais          | Baiyyappanahalli         | Kengeri                  | Nagasandra               | Instituto da Seda        |        |
| Frota de trens     | BEML                     | BEML                     | BEML                     | BEML                     |        |
| Bitola da via (mm) | 1435 mm                  | 1435 mm                  | 1435 mm                  | 1435 mm                  |        |
| Poder              | 750 V DC terceiro trilho | 750 V DC terceiro trilho | 750 V DC terceiro trilho | 750 V DC terceiro trilho |        |
| Intervalo mínimo   | 5                        | 5                        | 5                        | 5                        |        |

[b] As diferenças no número total de estações devem-se a uma estação de intercâmbio que é contada uma vez para cada linha.

Evolução do Namma Metro

Detalhes da seção e datas de abertura
| Seção                         | Estágio | Comprimento (km) | Estações terminais     | Estações terminais | Data de abertura       |
| ----------------------------- | ------- | ---------------- | ---------------------- | ------------------ | ---------------------- |
| Alcance 1 (leste)             | 1       | 6,7              | Baiyyappanahalli       | MG Road            | 20 de outubro de 2011  |
| Alcance 2 (oeste)             | 1       | 6,4              | Mysuru Road            | Magadi Road        | 16 de novembro de 2015 |
| Subterrâneo UG1 (leste-oeste) | 1       | 4,8              | Estrada Mahatma Gandhi | Magadi Road        | 30 de abril de 2016    |
| Alcance 2A / B (oeste)        | 2       | 7,5              | Mysuru Road            | Kengeri            | 30 de agosto de 2021   |
| Alcance 3 (norte)             | 1       | 5,1              | Sampige Road           | Yeshwanthpura      | 1 de março de 2014     |
| Alcance 3A (norte)            | 1       | 4,8              | Yeshwanthpura          | Indústria Peenya   | 1 de março de 2014     |
| Alcance 3B (norte)            | 1       | 2,5              | Indústria Peenya       | Nagasandra         | 1 de maio de 2015      |
| Subterrâneo UG2 (norte-sul)   | 1       | 4,0              | Sampige Road           | Colégio nacional   | 18 de junho de 2017    |
| Alcance 4 (sul)               | 1       | 4,1              | Colégio nacional       | Estrada RV         | 18 de junho de 2017    |
| Alcance 4A (sul)              | 1       | 3,9              | Rashtreeya Vidyalaya   | Yelachenahalli     | 18 de junho de 2017    |
| Alcance 4B (Sul)              | 2       | 6,3              | Yelachenahalli         | Instituto da Seda  | 15 de janeiro de 2021  |

Mais linhas e extensões estão em construção. Quando concluída, a 2ª fase (atualmente em andamento) fornecer, entre outras localidades, serviço para o Aeroporto Internacional de Kempegowda, no norte da cidade.

## Construção

### Fase 1

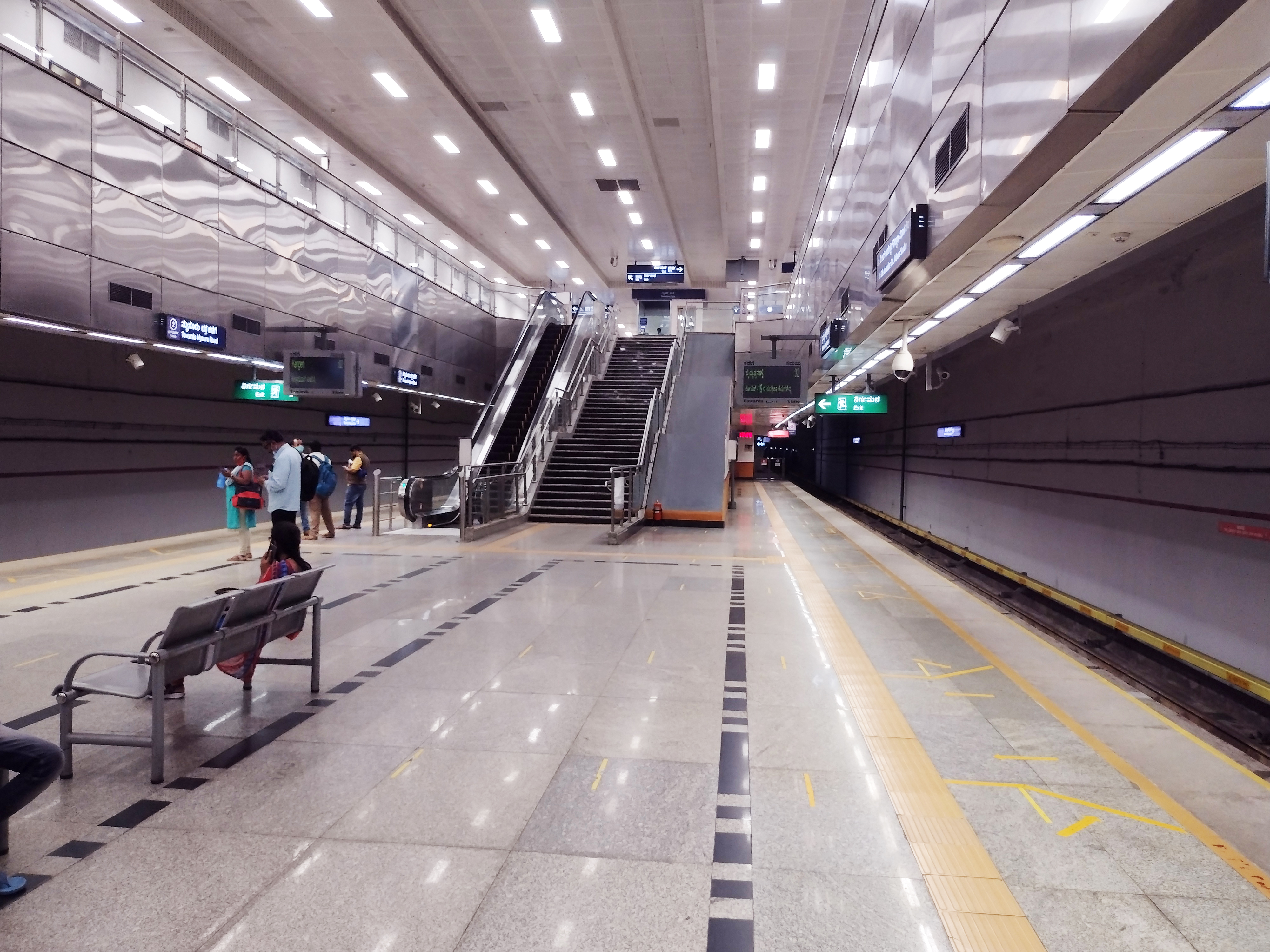
Estação de metrô Dr. BR Ambedkar, Vidhana Soudha

Delhi Metro Rail Corporation Limited (DMRC) preparou e apresentou o projeto detalhado para a primeira fase do Metrô Namma em maio de 2003. O DPR foi para 33 km de rede com 32 estações para a Fase 1 do projeto, em bitola padrão. A pedra fundamental para a construção da Fase 1 foi lançada pelo então Primeiro Ministro Dr. Manmohan Singh em 24 de junho de 2006. A construção no primeiro trecho (Reach-1) da Linha Roxa entre Baiyyappanahalli e Mahatma Gandhi Road, começou em 15 de abril de 2007.
Os DPRs para uma extensão ao norte (de Yeshwanthapura a Nagasandra ) e uma extensão ao sul (de Rashtreeya Vidyalaya Road a Yelachenahalli ) foram apresentados em outubro de 2007 e junho de 2008, respectivamente. Com essas extensões, o comprimento total da rota para a fase 1 tornou-se 42,3 km. Em outubro de 2008, o Governo de Karnataka aprovou esta extensão, que custaria um adicional de US$ 250 milhões.

#### Seção subterrânea
A perfuração do túnel da seção subterrânea UG2 (no corredor norte-sul) foi concluída em 23 de setembro de 2016. O túnel enfrentou um grande atraso quando a cabeça de corte do TBM Godavari quebrou e as peças de reposição tiveram que ser aguardadas. O teste é executado no 4.0 O túnel de km leste-oeste da linha verde entre Sampige Road e National College foi iniciado em 31 de março de 2017. Todo o trecho da Linha Verde foi inaugurado em 19 de junho de 2017, completando assim a fase 1 do projeto.

#### Abertura

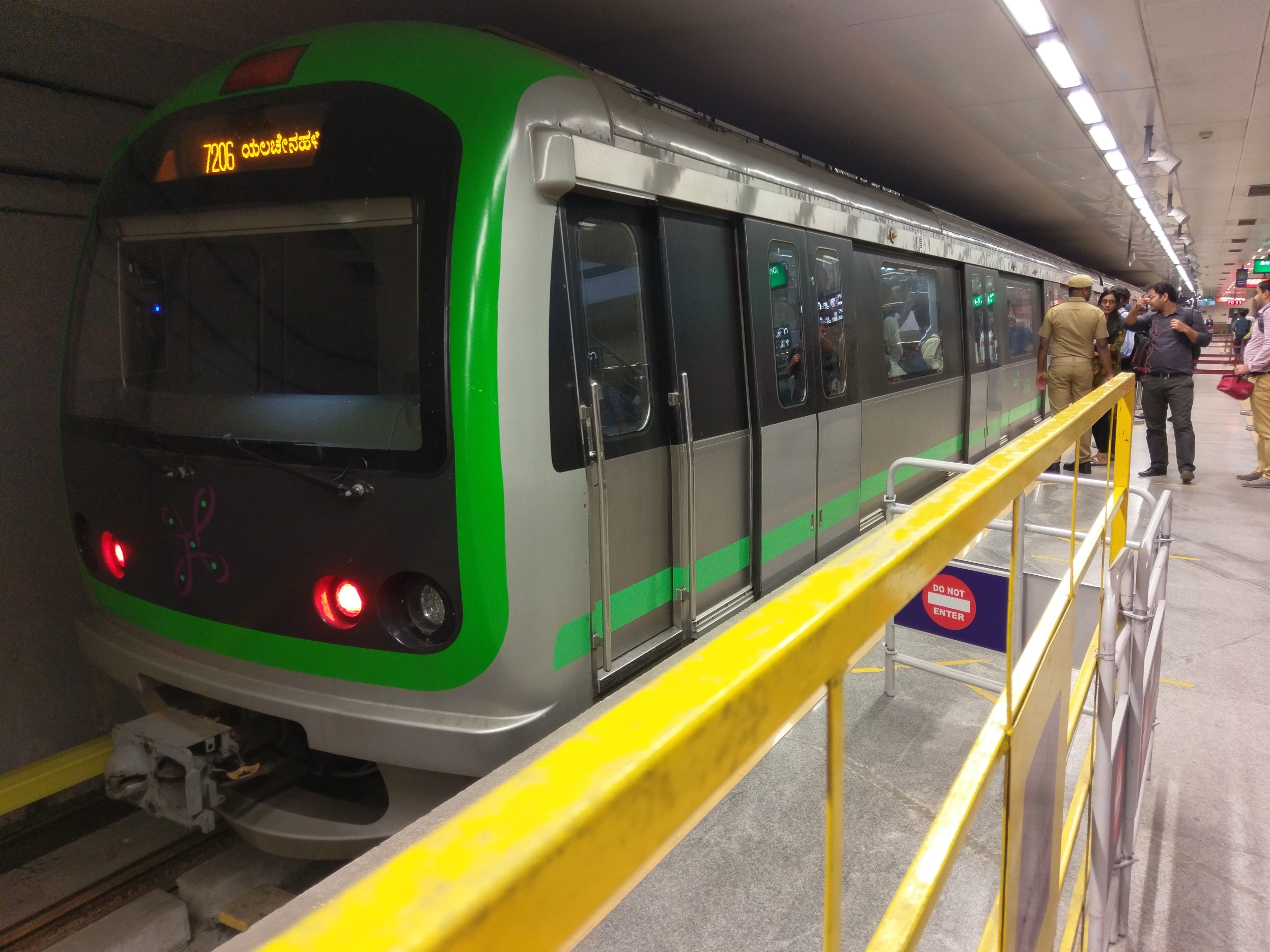
Trem da Linha Verde

Após atrasos, a primeira seção do Metrô foi finalmente aberta ao público em 20 de outubro de 2011. Houve uma resposta esmagadora do público no início das operações. De acordo com fontes da BMRCL, nos primeiros 3 dias de operação 169.019 pessoas andaram de metrô. No final do 4º dia, cerca de 200.000 passageiros já tinham utilizado o sistema. A primeira receita acumulada de 12 dias foi de US$ 140.000.
A seção norte da Linha Verde (Reach 3,3A, 3B) foi inicialmente programada para ser inaugurada no final de 2012. No entanto, foi adiado e finalmente inaugurado em 1 de março de 2014 BMRCL MD Pradeep Singh Kharola afirmou que cerca de 25.000 passageiros viajaram na linha no dia de abertura.
O primeiro trecho subterrâneo (na linha Roxa) iniciou suas operações em 30 de abril de 2016, fornecendo assim conectividade entre o leste e o oeste da cidade.
A segunda seção subterrânea, junto com trechos do sul (viz. Reach 4,4A) foi inaugurado em 18 de junho de 2017.
A rede forneceu conectividade em todas as quatro direções com intercâmbio entre as linhas e isso aumentou ainda mais o número de passageiros. O número de passageiros continuou aumentando e foi em torno de 4,50.000 por dia (setembro de 2019).

#### Fase 1 linhas e seções
A primeira fase do projeto foi orçada inicialmente em 6,395 crore (US$ 875 milhões). Com extensões de rota e aumento de custos, isso foi posteriormente revisado para US$ 1,6 bilhão. Houve muitos atrasos durante a construção e, como resultado, vários adiamentos. As difíceis condições geológicas abaixo do solo com uma mistura de solo mole, níveis elevados de água subterrânea, granito duro e grandes rochas foram um grande impedimento para a perfuração do túnel. Fase 1, contendo 2 linhas agregando 42.3 km foi concluído e os serviços abertos ao público em 19 de junho de 2017.

### Fase 2
O Governo do Estado aprovou a preparação do relatório detalhado do projeto (DPR) para a Fase 2 pelo DMRC em 4 de janeiro de 2011. O comitê de alta potência (HPC) deu autorização em princípio para prosseguir com a Fase 2 em julho de 2011, no entanto, houve atrasos na preparação do DPR e, portanto, na aprovação do governo central. A fase 2 foi aprovada pelo comitê de finanças de despesas (EFC) em agosto de 2013.
O custo total estimado para a Fase 2 foi de cerca de US$ 3,7 bilhões, nos níveis de preços de 2011-12. O Governo Estadual contribuiria com US$ 1,3 bilhão. O custo do projeto de $ 26.405 nos níveis de preços de 2011-12 deve aumentar cerca de 5 por cento a cada ano com o aumento do custo dos insumos. O custo total do projeto para a Fase 2 é estimado em pelo menos US$ 4,2 bilhões no início da construção.
A Fase 2 abrange um comprimento de 72,095 km adicionando 62 estações à rede, das quais 12 são subterrâneas. A Fase 2 inclui a extensão das duas linhas da Fase 1 em ambas as direções, bem como a construção de duas novas linhas.
O extremo sul da Linha Verde será estendido de Yelachenahalli ao Instituto da Seda (anteriormente denominado Anjanapura) ao longo da Estrada Kanakapura, extremo norte de Nagasandra a Madavara (anteriormente denominado BIEC) na Estrada Tumkur (NH-4). A extremidade leste da Linha Roxa será estendida de Baiyappanahalli para Whitefield e a extremidade oeste da Estrada de Mysore para Kengeri (mais tarde estendida para Challaghatta). Um novo, 18,82km de linha totalmente elevada da RV Road até Bommasandra, passando pela Electronic City. A segunda nova linha será 21,25km de Kalena Agrahara (anteriormente Gottigere) a Nagawara. A linha é principalmente subterrânea (13.79 km), mas também tem um 6,98km de seção elevada e 0,48km de seção em série. Existem 18 estações da linha, das quais 12 são subterrâneas e 6 são elevadas. Ao contrário da Fase 1, todas as estações em construção na Fase 2 terão baias de ônibus e/ou estacionamento.
O Conselho de Desenvolvimento das Áreas Industriais de Karnataka (KIADB) é responsável pela aquisição de terras para a Fase 2. Foi estimado que 102,02 hectares (252 acres) de terra seriam necessários para a Fase 2 (incluindo a Fase 2A). Em abril de 2017, a BMRCL já havia gasto $ 5.000 crore na aquisição de terras.
Os trabalhos de construção começaram na extensão sul da Linha Verde de Yelachenahalli ao Instituto da Seda (6,29km) e a extensão oeste da Linha Roxa de Mysore Road a Kengeri (8,81km) até outubro de 2016.
As obras de construção da extensão norte da Linha Verde e da extensão leste da Linha Roxa começaram em julho de 2017.
A construção da linha amarela, uma nova linha da Rashtreeya Vidyalaya Road até Bommasandra em 3 pacotes, começou após a adjudicação das licitações em novembro de 2017.
A construção do 7.5 km de seção elevada de uma nova linha rosa com custo estimado de US$ 81 milhões, começou após a licitação em fevereiro de 2018. O concurso inclui a construção do viaduto elevado, 5 estações e linha de garagem para Kothanur.

#### Fase 2A
Em setembro de 2016, o então Ministro-Chefe de Karnataka Siddaramaiah anunciou  18km da linha que conecta o Silk Board ao KRPuram seria incluída na Fase 2 como Fase 2A do projeto. O custo foi estimado em $$ 4202 crores. A BMRCL preparou o relatório detalhado do projeto para a linha proposta e apresentou o DPR ao governo estadual em 28 de outubro de 2016. A Fase 2A foi aprovada pelo Gabinete do Estado em 1 ° de março de 2017.
As licitações para a linha ORR Metro (leste) foram realizadas durante fevereiro de 2018 e a IL&amp;FS surgiu com o lance mais baixo para todos os pacotes. No entanto, as propostas foram canceladas devido a problemas de fluxo de caixa e processos de falência por parte da empresa. Uma segunda rodada de licitações foi realizada em dezembro de 2019 e as propostas foram recebidas por várias empresas em março de 2020.

#### Fase 2B (linha do aeroporto)
Houve uma proposta para construir  33km de linha ferroviária de alta velocidade de MG Road para o Aeroporto Internacional de Kempegowda (KIA), a um custo de US$ 810 milhões. Já em fevereiro de 2012, o Governo Central também havia solicitado ao BMRC para começar a trabalhar na conexão do aeroporto durante a Fase 2 em si.
Em seguida, durante setembro de 2016, foram feitas sugestões do público para escolher qualquer uma das nove rotas de extensão possíveis das linhas de metrô existentes e propostas para o aeroporto.
Como o Bangalore International Airport Limited (BIAL) proibiu a construção subterrânea do lado sul do aeroporto (devido à segurança, pois teria que passar por baixo da segunda pista do aeroporto), as opções de rota mais curtas (ou seja, estender a linha rosa de Nagawara diretamente para o norte) foram eliminados. Uma rota alternativa indo para o norte até RK Hegde nagar e depois virando para o oeste para Jakkur foi então explorada. No entanto, mesmo isso teve um obstáculo, pois um oleoduto de petróleo de alta pressão estava passando pela rota proposta originalmente.
O Ministro do Desenvolvimento de Bangalore, KJ George, anunciou em 12 de maio de 2017 que o governo havia finalizado a rota Nagawara-Ramakrishna Hegde Nagar-Jakkur-Yelahanka para o aeroporto. Em 10 de janeiro de 2019, o Conselho de Ministros aprovou uma mudança no alinhamento da linha de metrô proposta para o aeroporto. A linha seria 39,8km de comprimento, cerca de 8km mais longo do que o percurso proposto anteriormente. Estima-se que custe US$ 1,5 bilhão quase o dobro da estimativa da rota anterior de US$ 830 milhões.
O Gabinete da União liberou duas linhas muito aguardadas da Fase-2A e 2B do Metrô de Bengalor em 20 de abril de 2021. As linhas da Fase-2A e da Fase 2B totalizam uma distância de 58,19km e foram aprovados a um custo de 14.788 crore. A construção da linha do aeroporto está prevista para começar em outubro de 2021.

#### Fase 2, 2A e 2B linhas e seções
A Fase 2 originalmente envolvia a extensão de quatro extensões das duas linhas em todas as direções e duas novas linhas (Linha Amarela e Linha Rosa).
| Linha         | Terminais                                            | Comprimento | Novas estações | Data prevista de conclusão do trabalho |
| ------------- | ---------------------------------------------------- | ----------- | -------------- | -------------------------------------- |
| Linha roxa    | Kengeri - Challaghatta                               | 1,30 km     | 1              | Março de 2023                          |
| Linha roxa    | Baiyyappanahalli - Whitefield                        | 15,50 km    | 13             | Dezembro de 2022                       |
| Linha verde   | Nagasandra - Madavara (anteriormente BIEC)           | 3,77 km     | 3              | Setembro de 2022                       |
| Linha Amarela | Estrada Rashtreeya Vidyalaya - Bommasandra           | 18,82 km    | 16             | Dezembro de 2022                       |
| Linha Rosa    | Kalena Agrahara (anteriormente Gottigere) - Nagawara | 21,25 km    | 18             | Março de 2025                          |
| Linha Azul    | Central Silk Board - KR Puram                        | 18,30 km    | 13             | Setembro de 2027                       |
| Linha Azul    | KR Puram - Aeroporto Internacional de Kempegowda     | 37,70 km    | 17 *           | Dezembro de 2027                       |
|               | Total ( Fase-2, 2A, 2B ) :                           | 132,63 km   | 91             | * Inclui duas estações de aeroporto    |

## Finanças

### Receitas
Durante o primeiro mês desde a abertura do Reach I de apenas 6,7km, cerca de 13,25.000 pessoas viajaram de metrô. Em média, 41.390 pessoas pegaram o trem todos os dias, enquanto a receita média diária foi  667,262. O BMRC obteve uma receita de   em seu primeiro mês de operação. No entanto, durante os primeiros seis meses de operação, o número médio de passageiros caiu para 24.968. Namma Metro teve um lucro de após cerca de um ano de operações do Reach I. O BMRCL estima que quase 80 lakh de passageiros viajaram no sistema em seu primeiro ano de operações.
A tabela a seguir mostra a receita anual de viagens e de tarifas do Metrô desde o início.
| Ano     | Passageiros | Receita tarifária ( Rupias ) |
| ------- | ----------- | ---------------------------- |
| 2011-12 | 4.166.000   | 6,17 crore                   |
| 2012-13 | 6.636.000   | 8,70 crore                   |
| 2013-14 | 7.255.000   | 9,86 crore                   |
| 2014-15 | 11.400.000  | 17,83 crore                  |
| 2015-16 | 16.800.000  | 28,29 crore                  |
| 2016-17 | 54.225.130  | 110,09 crore                 |
| 2017-18 | 109.206.905 | 281,00 crore                 |
| 2018-19 | 133.738.555 | 355,02 crore                 |
| 2019-20 | 174.219.000 | 376,88 crore                 |

## Infraestrutura

### Frota de trens
O BMRC adquiriu 150 vagões de metrô para cinquenta conjuntos de trens de 3 carros na formação DMC-TC-DMC para a Fase 1 do Namma Metro da BEML - Hyundai Rotem a um custo de Rs 1.672,50 crore (Rs 16,72 bilhões), cada trem tem capacidade para cerca de 1000. A tração é por meio de quatro motores de 180Kw em cada cRRO. Os trens têm velocidade máxima de 80 km/h e carga por eixo de 15 toneladas. As características incluem carrocerias de aço inoxidável totalmente com ar condicionado, banco longitudinal de assentos largos, vestíbulos largos entre as carruagens, pisos antiderrapantes e antiderrapantes, wi-fi habilitado, quatro portas largas de acesso de passageiros em cada lado, janelas amplas, automático sistema de anúncio de voz e sistema eletrônico de informação e exibição de destino.
O primeiro conjunto de trens foi testado em dezembro de 2010. No início de 2017, o BMRC lançou licitações para 150 ônibus adicionais para converter todos os trens em 6 trens nas duas rotas da Fase 1.
O serviço Wi-Fi gratuito foi disponibilizado aos passageiros em 31 de julho de 2013. Os passageiros também têm comunicação de voz de emergência com a equipe do trem por meio de um sistema de alto-falantes.

### Fonte de energia
Em dezembro de 2009, o Grupo ABB obteve o contrato para fornecer soluções de energia para a primeira fase da rede de metrô planejada. A ABB projetou, forneceu, instalou e comissionou quatro subestações que recebem e distribuem eletricidade, cada uma classificada em 66/33 kV, bem como as subestações auxiliares e de tração. A ABB também forneceu um sistema integrado de gerenciamento de rede, ou SCADA (Supervisory Control And Data Acquisition), para monitorar e controlar as instalações. O BMRC atualmente paga BESCOM  5,7 Rupias por unidade de eletricidade.

## Operações

### Cobrança de tarifas

Tokens de ingresso (vista frontal e traseira)

A plataforma MIFARE DESFire, desenvolvida pela NXP Semiconductors, foi selecionada para gerenciar a coleta automatizada de tarifas (AFC) para Namma Metro. Os cartões inteligentes podem ser usados para várias viagens. Atualmente, há um tipo de cartão inteligente disponível no metrô - Varshik.
- Varshik tem o preço de 50 Rupias, com ₹ 50 como depósito do usuário. É válido por um ano e oferece 5% de desconto nas tarifas. O cartão pode ser recarregado.
- Saral estava disponível por 70 Rupias. Permitia a viagem de um dia em ônibus BMTC sem ar condicionado e no metrô. Saral não está mais disponível.
- Saraag estava disponível para 110 Rupias. Permitia a viagem de um dia em ônibus com ar condicionado BMTC e no metrô. Saraag não está mais disponível.
- Sanchar estava disponível em 10 Rupias, 40 Rupias, 50 Rupias e 100 Rupias. Sanchar foi retirado em 1 de março de 2017.

Aproximadamente 68% dos passageiros do metrô usam tokens inteligentes e 32% usam cartões inteligentes.

## Expansão

### Fase 3
A Fase 3, de 127 km, foi proposta em maio de 2016. A fase 3 deveria incluir duas metades semicirculares cobrindo os semicírculos leste e oeste do anel rodoviário externo (ORR). A extensão da linha vermelha (posteriormente renomeada linha rosa) para o aeroporto também fez parte da terceira fase. Algumas linhas e seções que foram propostas acima para a Fase 3 foram incluídas na Fase 2 como Fase 2A e Fase 2B.
Em abril de 2019, os planos para a Fase 3 foram revisados e duas linhas principais que cortam a cidade foram retiradas. O plano revisado tinha cinco linhas, totalizando 83,02km. O plano revisado foi fortemente criticado pelo público em geral porque todas as linhas foram planejadas na periferia da cidade, enquanto as linhas originalmente propostas incluíam linhas que passariam por áreas importantes da cidade.
Em dezembro de 2019, a BMRCL divulgou um Plano de Mobilidade Abrangente (CMP) com outras alterações que incluíram linhas metropolitanas, conforme detalhado na tabela abaixo. Isso foi novamente criticado pelo público porque o CMP incluiu estradas elevadas e novamente omitiu as duas principais rotas principais que cortavam a cidade.
| Plano de mobilidade abrangente (2019)                                  | Comprimento |
| ---------------------------------------------------------------------- | ----------- |
| ORR Linha Oeste (Linha Laranja)                                        | 30 km       |
| Magadi Road Toll gate-Kadabgere (Metrolite-Elevated)                   | 13 km       |
| Linha Whitefield-Domlur (Metrolite-Elevated / MRT)                     | 16 km       |
| Katamanallur Gate – Sarjapura Road – Hebbal (Metrolite-Elevated / MRT) | 52 km       |
| Metro do anel interno (UG)                                             | 34 km       |
| Total                                                                  | 145 km      |

## Na cultura popular
Vários filmes e comerciais foram rodados nas instalações do Namma Metro. O BMRCL cobra US$ 660 para filmagens dentro de uma estação de metrô e US$ 530 para filmagens dentro de um trem do metrô durante o horário de pico entre 6h e 22h. Fora do horário de pico, das 22h às 4h, a agência cobra US$ 660  pelas filmagens dentro das estações de metrô e US$ 270 dentro de um trem. Os produtores do filme também devem fazer um depósito caução de US$ 6,600 , como seguro para a propriedade metropolitana. As filmagens são permitidas em três horários - 6 às 8 horas, 12 horas às 14 horas e 21 às 23 horas. Os filmes Kannada podem oferecer taxas mais baixas
Em agosto de 2021, o governo de Karnataka solicitou que grandes corporações com escritórios no Outer Ring Road (ORR) considerassem estender o home office aos seus funcionários até o final de dezembro de 2022 para manter o tráfego rodoviário sob controle - será iniciada a construção do metrô no trecho de Silk Board a KR Puram. Diante de dúvidas levantadas por empresas de TI e funcionários que aguardam retorno aos seus escritórios, por terem sido obrigados a trabalhar de casa nos últimos 18 meses devido ao COVID-19, o governo emitiu um esclarecimento que não era obrigatório.